# 2025年の野球
2025年の野球（2025ねんのやきゅう）では、2025年の野球界における動向をまとめる。
2024年の野球 - 2025年の野球 - 2026年の野球

## 出来事

### 1月
- 6日 - 【独立・関西独立リーグ】大阪ゼロロクブルズは今シーズンの首脳陣を発表し、従来監督だった藤井秀悟とGM兼投手コーチだった谷口功一が役職を入れ替わる形で異動となった[1]。
- 23日 - 【独立・九州アジアリーグ】佐賀インドネシアドリームズの球団名を「佐賀アジアドリームズ」に変更したことを発表[2]。

### 2月
- 14日 - 16日 - 【国際】ベースボール・ユナイテッドの2025年シーズンが開幕し、ドバイのザ・セブンズでアラビア・ウルブズ vs ミッドイースト・ファルコンズの3連戦を開催した[3]。

### 3月
- 11日 - 【独立】日本独立リーグ野球機構 (IPBL)は、関西独立リーグ（さわかみ関西独立リーグ）の加盟を承認したことを発表した[4]。
- 30日 - 【高校】第97回選抜高等学校野球大会決勝が行われ、横浜（関東・神奈川）が11-4で智弁和歌山（近畿・和歌山）を下して19年ぶり4回目の優勝となった[5]。

### 4月
- 6日 - 【高校女子】第26回全国高等学校女子硬式野球選抜大会決勝が東京ドームで行われ、神戸弘陵学園（関西A/F部・兵庫）が履正社（関西A/F部・大阪）を5-1で下し、5回目の優勝および大会史上初の3連覇を達成した[6]。またこの優勝により、1997年の第1回夏大会から出場し、JHGBF全国3大大会を草創期から支え多くの選手を輩出した埼玉栄の総優勝回数を超える14度目の優勝となった (→詳細は全国高等学校女子硬式野球連盟#3大会ベスト8)[7]。

### 5月
- 19日 - 【大学女子】第11回全日本大学女子硬式野球選手権 高知大会の決勝が安芸市営球場で行われ、仙台大学（宮城・南東北）が大阪体育大学（大阪・関西E1部）を3-2で下し、仙台大は創部3年目で初の優勝となった[8]。
- 28日 -【大学男子】関西六大学野球春季リーグ戦を優勝し6月9日開幕予定の第74回全日本大学野球選手権大会への出場を決めていた大阪商業大学が部内の不祥事のため、全日本大学野球選手権への出場を辞退。なお、初戦の対戦相手に決まっていた城西国際大学は不戦勝となる[9]。

### 6月
- 8日 - 【独立・四国アイランドリーグplus】 前期優勝マジックを1としていた徳島インディゴソックスは、徳島県営蔵本球場で開催された対高知ファイティングドッグス戦に14-1で勝利し、6期連続となる半期優勝を達成[10]。
- 14日 -【大学男子】第74回全日本大学野球選手権大会の準決勝第1試合で東北福祉大学が青山学院大学を8-5で降し、第2試合で福井工業大学が東海大学を6-5で降したため、1991年の東北福祉大学対関西大学以来34年ぶりの関東以外の大学同士の決勝が確定[11][12]。
- 15日 -【大学男子】第74回全日本大学野球選手権大会決勝で東北福祉大学（仙台六大学）が8-1で福井工業大学（北陸大学）を降し7年ぶり4回目の優勝[13]。

### 7月
- 6日 - 【独立・日本海リーグ】前期優勝マジックを1としていた富山GRNサンダーバーズは、県営富山野球場で開催された対石川ミリオンスターズ戦に勝利し、前期優勝を達成した[14]。

### 8月
- 2日 - 【高校女子】第29回全国高等学校女子硬式野球選手権大会の決勝が阪神甲子園球場で行われ、福知山成美（京都・関西A/F部）が岐阜第一（岐阜・中部）を10-1で下し、福知山成美が2014年以来2度目の優勝（甲子園開催では初優勝）となった[15]。

## 予定

### 8月
- 5日 - 23日 - 【高校】第107回全国高等学校野球選手権大会（甲子園球場）
- 28日 - 9月8日 - 【社会人】第96回都市対抗野球大会（東京ドーム）

### 9月
- 13日 - 16日 - 【クラブチーム】第49回全日本クラブ野球選手権大会（坊ちゃんスタジアム他）
- 25日 - 29日 - 【独立】グランドチャンピオンシップ（小山運動公園野球場・真岡市民球場）

### 10月
- 28日 - 11月12日 - 【社会人】第50回社会人野球日本選手権大会（京セラドーム大阪）

### 11月
- 13日 -  - 【学生】第五十六回明治神宮大会（神宮球場）
- 14日 - 12月14日 - 【国際】ベースボール・ユナイテッド 1stシーズン（ザ・セブンズ）[16]

## 競技結果

### 独立リーグ

#### 四国アイランドリーグplus
※四国アイランドリーグplusの結果
|      | 前期                       | 前期 | 前期 | 前期 | 前期 | 前期 | 後期 | 後期 | 後期 | 後期 | 後期 | 後期 |
| 順位 | 球団                       | 勝   | 敗   | 分   | 勝率 | 差   | 球団 | 勝   | 敗   | 分   | 勝率 | 差   |
| ---- | -------------------------- | ---- | ---- | ---- | ---- | ---- | ---- | ---- | ---- | ---- | ---- | ---- |
| 優勝 | 徳島インディゴソックス     | 20   | 10   | 5    | .667 | -    |      |      |      |      |      | -    |
| 2位  | 高知ファイティングドッグス | 17   | 15   | 3    | .531 | 4.0  |      |      |      |      |      |      |
| 3位  | 愛媛マンダリンパイレーツ   | 17   | 15   | 3    | .531 | -    |      |      |      |      |      |      |
| 4位  | 香川オリーブガイナーズ     | 5    | 25   | 5    | .167 | 11.0 |      |      |      |      |      |      |

前期の2位と3位は直接対決の優劣により決定。

#### 日本海リーグ
※日本海リーグの結果
|      | 前期                  | 前期 | 前期 | 前期 | 前期 | 前期 | 後期 | 後期 | 後期 | 後期 | 後期 | 後期 |
| 順位 | 球団                  | 勝   | 敗   | 分   | 勝率 | 差   | 球団 | 勝   | 敗   | 分   | 勝率 | 差   |
| ---- | --------------------- | ---- | ---- | ---- | ---- | ---- | ---- | ---- | ---- | ---- | ---- | ---- |
| 優勝 | 富山GRNサンダーバーズ | 13   | 6    | 1    | .684 | -    |      |      |      |      |      | -    |
| 2位  | 石川ミリオンスターズ  | 10   | 9    | 1    | .526 | 3.0  |      |      |      |      |      |      |
| 3位  | SHIGA HIJUMPS         | 1    | 9    | 0    | .100 | 4.5  |      |      |      |      |      |      |

※SHIGA HIJUMPSは準加盟のため試合数が異なる。

### 大学野球
- 第74回全日本大学野球選手権大会（6月9日 - 15日：神宮球場、東京ドーム）

決勝 東北福祉大（仙台六大学） 8 - 1 福井工業大（北陸大学）
東北福祉大学は7年ぶり4回目の優勝
- 各大学リーグ結果（太字は大学選手権、明治神宮大会出場権を得た大学）
  - 北海道学生野球連盟
1部春季優勝：東農大北海道オホーツク
2部春季優勝：室蘭工業大
1部秋季優勝：
2部秋季優勝：
  - 札幌学生野球連盟
1部春季優勝：北海学園大
2部春季優勝：札幌国際大
3部春季優勝：小樽商科大
1部秋季優勝：
2部秋季優勝：
3部秋季優勝：
  - 北東北大学野球連盟
1部春季優勝：青森大
2部春季優勝：岩手大
3部春季優勝：岩手県立大
1部秋季優勝：
2部秋季優勝：
3部秋季優勝：
  - 仙台六大学野球連盟
春季優勝：東北福祉大
秋季優勝：
  - 南東北大学野球連盟
春季優勝：東日本国際大
秋季優勝：
    - 明治神宮野球大会東北地区代表決定戦優勝（明治神宮大会東北地区代表）：
    - 関東地区大学野球選手権大会優勝（関東五連盟第1）：

  - 千葉県大学野球連盟
1部春季優勝：中央学院大
2部春季優勝：東京情報大
3部春季優勝：秀明大
1部秋季優勝：
2部秋季優勝：
3部秋季優勝：
  - 関甲新学生野球連盟
1部春季優勝：上武大
2部春季優勝：日本ウェルネススポーツ大茨城キャンパス
1部秋季優勝：
2部秋季優勝：
  - 東京新大学野球連盟
1部春季優勝：創価大
2部春季優勝：東洋学園大
3部春季優勝：国際基督教大
4部春季優勝：東京理科大
1部秋季優勝：
2部秋季優勝：
3部秋季優勝：
4部秋季優勝：
  - 東京六大学野球連盟
春季優勝：早稲田大
秋季優勝：
  - 東都大学野球連盟
1部春季優勝：青山学院大
2部春季優勝：駒澤大
3部春季優勝：順天堂大
4部春季優勝：一橋大
1部秋季優勝：
2部秋季優勝：
3部秋季優勝：
4部秋季優勝：
  - 首都大学野球連盟
1部春季優勝：東海大
2部春季優勝：桜美林大
1部秋季優勝：
2部秋季優勝：
  - 神奈川大学野球連盟
1部春季優勝：神奈川大
2部春季優勝：松蔭大
1部秋季優勝：
2部秋季優勝：
  - 愛知大学野球連盟
1部春季優勝：中京大
2部春季優勝：名古屋学院大
3部春季優勝：南山大
    - 東海・北陸・愛知三連盟王座決定戦

1部秋季優勝：
2部秋季優勝：
3部秋季優勝：
  - 東海地区大学野球連盟
    - 岐阜学生野球連盟春季優勝：朝日大
    - 三重学生野球連盟春季優勝：皇學館大
    - 静岡学生野球連盟春季優勝：日本大学国際関係学部
    - 岐阜学生野球連盟秋季優勝：
    - 三重学生野球連盟秋季優勝：
    - 静岡学生野球連盟秋季優勝：

  - 北陸大学野球連盟
1部春季優勝：福井工業大
2部春季優勝：金沢工業大
1部秋季優勝：
2部秋季優勝：
  - 関西学生野球連盟
春季優勝：近畿大
秋季優勝：
  - 関西六大学野球連盟
春季優勝：大阪商業大[9]
秋季優勝：
  - 阪神大学野球連盟
1部春季優勝：大阪産業大
2部東リーグ春季優勝：大阪電気通信大
2部西リーグ春季優勝：神戸国際大
1部秋季優勝：
2部東リーグ秋季優勝：
2部西リーグ秋季優勝：
  - 近畿学生野球連盟
1部春季優勝：奈良学園大
2部春季優勝：神戸大
3部春季優勝：羽衣国際大
1部秋季優勝：
2部秋季優勝：
3部秋季優勝：
  - 京滋大学野球連盟
1部春季優勝：佛教大
2部春季優勝：大谷大
1部秋季優勝：
2部秋季優勝：
  - 広島六大学野球連盟
春季優勝：近大工学部
秋季優勝：
  - 中国地区大学野球連盟
1部春季優勝：東亜大
2部春季優勝：岡山商科大
3部春季優勝：山口大
1部秋季優勝：
2部秋季優勝：
3部秋季優勝：
  - 四国地区大学野球連盟
1部春季優勝：聖カタリナ大
2部春季優勝：徳島大
1部秋季優勝：
2部秋季優勝：
  - 九州六大学野球連盟
春季優勝：西南学院大
秋季優勝：
  - 福岡六大学野球連盟
春季優勝：九州産業大
秋季優勝：
  - 九州地区大学野球連盟
  - 1部春季優勝：久留米工業大
  - 2部春季優勝：折尾愛真短期大
  - 1部秋季優勝：
  - 2部秋季優勝：
  - 南部九州大学野球連盟
    - 熊本県支部春季優勝：東海大九州キャンパス
    - 宮崎県支部春季優勝：宮崎産業経営大
    - 鹿児島県支部春季優勝：鹿屋体育大
    - 沖縄県支部春季優勝：沖縄国際大
    - 熊本県支部秋季優勝：
    - 宮崎県支部秋季優勝：
    - 鹿児島県支部秋季優勝：
    - 沖縄県支部秋季優勝：

### 高校野球
- 第97回選抜高等学校野球大会（3月18日 -  3月30日、阪神甲子園球場）

決勝：横浜（関東・神奈川）11 - 4 智弁和歌山（近畿・和歌山）
横浜は19年ぶり4回目の優勝

### 女子野球

#### プレミアム8

##### 社会人・クラブ
- 第20回全日本女子硬式クラブ野球選手権大会（8月9日 - 14日・16日：千葉県成田市・佐倉市）

ZENKO BEAMS（埼玉・関東1部）5 - 4 東海NEXUS（愛知・中部）
ZENKO BEAMSは2017年以来、2度目の優勝

##### 大学
- 第11回全日本大学女子硬式野球選手権 高知大会（5月14日 - 19日：高知県高知市・安芸市）

仙台大学（宮城・南東北）3 - 2 大阪体育大学（大阪・関西E1部）
仙台は春夏併せて初優勝

##### 高校
- 第26回全国高等学校女子硬式野球選抜大会（3月17日 - 25日：埼玉県加須市・行田市・幸手市・栃木県栃木市、決勝 4月6日・東京ドーム）

神戸弘陵学園（兵庫・関西A/F部）5 - 1 履正社（大阪・関西A/F部）
神戸弘陵は3年連続5度目の優勝、大会史上初の3連覇
- 第29回全国高等学校女子硬式野球選手権大会（7月19日 - 7月27日：兵庫県丹波市・淡路市、決勝 8月2日・阪神甲子園球場）

福知山成美（京都・関西A/F部）10 - 1 岐阜第一（岐阜・中部）
福知山成美は2014年以来、2度目の優勝（甲子園開催では初優勝）

##### 中学
- 第11回全国女子中学生硬式野球選手権大会（7月26日 - 31日：神奈川県秦野市）

エイジェックユース（栃木・関東4部） 15 - 5 BL関西女子（ボーイズリーグ関西選抜）
エイジェックユースは初優勝

## 死去

### 1月
- 2日 - 吉沢秀和（吉沢勝）：元読売ジャイアンツ投手（* 1945年）[18]
- 6日 - ブライアン・マティス：元ボルチモア・オリオールズ、シカゴ・カブス投手（* 1987年）[19]
- 7日 - ボブ・ヴィール：元ピッツバーグ・パイレーツ、ボストン・レッドソックス投手（* 1935年）[20]
- 8日 - ジム・ローレンス（英語版）：元クリーブランド・インディアンス捕手（* 1939年）[21]
- 10日（訃報発表日） - フェリックス・マンティラ（英語版）：元ミルウォーキー・ブレーブス、ニューヨーク・メッツ、ボストン・レッドソックス、ヒューストン・アストロズ内野手・外野手（* 1934年）[22]
- 15日
  - トミー・ブラウン（英語版）：元ブルックリン・ドジャース、フィラデルフィア・フィリーズ、シカゴ・カブスユーティリティープレイヤー（* 1927年）[23]
  - （訃報発表日）- ボブ・ユッカー：元ミルウォーキー・ブレーブス、セントルイス・カージナルス、フィラデルフィア・フィリーズ、アトランタ・ブレーブス捕手・元ミルウォーキー・ブルワーズ専属アナウンサー（* 1934年）[24]
- 19日 - ジェフ・トーボーグ（英語版）：元ロサンゼルス・ドジャース、カリフォルニア・エンゼルス捕手・元ニューヨーク・ヤンキースコーチ、元クリーブランド・インディアンス、ニューヨーク・メッツ他監督（* 1941年）[25]
- 20日 - ボビー・クエラー（英語版）：元テキサス・レンジャーズ投手（* 1952年）[26]
- 24日 - 佐相眞澄：高校野球指導者、神奈川県立川崎北高等学校野球部、神奈川県立相模原高等学校野球部元監督（* 1958年）[27]

### 2月
- 1日 - フェイ・ヴィンセント：元MLBコミッショナー（* 1938年）[28]
- 2日 - 内藤久：元西鉄ライオンズ、読売ジャイアンツ外野手（* 1948年）[29]
- 3日
  - 吉田義男：元阪神タイガース内野手、監督（* 1933年）[30]
  - リッチ・ダウアー（英語版）：元ボルチモア・オリオールズ二塁手・三塁手、元クリーブランド・インディアンス、ヒューストン・アストロズ他コーチ（* 1952年）[31]
  - ジム・トッド（英語版）：元シカゴ・カブス、オークランド・アスレチックス、シアトル・マリナーズ投手（* 1947年）[32]
- 4日 - デイヴ・ヴァン・ゴーダー（英語版）：元シンシナティ・レッズ、ボルチモア・オリオールズ捕手（* 1957年）[33]
- 8日 - 袴田英利：元ロッテオリオンズ捕手、千葉ロッテマリーンズ・埼玉西武ライオンズ他コーチ（* 1955年）[34]
- 10日 - 高橋寛：元ヤクルトスワローズ捕手（* 1951年）[35]
- 16日 - （氏名非公表の人物）：東京ヤクルトスワローズマスコット・つば九郎担当スタッフ（* 生年不明）[36][37]
- 17日 - エディ・フィッシャー（英語版）：元サンフランシスコ・ジャイアンツ他投手（* 1936年）[38]
- 18日 - スコット・サウアーベック（英語版）：元ピッツバーグ・パイレーツ、ボストン・レッドソックス、クリーブランド・インディアンス、オークランド・アスレチックス投手（* 1971年）[39]
- 23日
  - ラリー・ドーラン（英語版）：元クリーブランド・ガーディアンズ球団オーナー（* 1931年）[40]
  - ボビー・マルクマス（英語版）：元ミルウォーキー・ブレーブス、ワシントン・セネタース、フィラデルフィア・フィリーズ内野手（* 1931年）[41]
- 24日 - 中村和臣：元大阪タイガース→阪神タイガース投手・内野手（* 1935年）[42]

### 3月
- 4日 -  ホセ・バルディビエルソ（英語版）：元ワシントン・セネタース→ミネソタ・ツインズ内野手（* 1934年）[43]
- 5日 - 裵聖瑞（朝鮮語版）：プロ野球指導者、元ピングレ・イーグルス監督（* 1944年）[44]
- 6日 - アート・シャルロック（英語版）：元ニューヨーク・ヤンキース、ボルチモア・オリオールズ投手（* 1924年）[45]
- 19日 -  トミー・レイノルズ（英語版）：元オークランド・アスレチックス、ニューヨーク・メッツ、カリフォルニア・エンゼルス、ミルウォーキー・ブルワーズ外野手・元オークランド・アスレチックス、セントルイス・カージナルスコーチ（* 1941年）[46]

### 4月
- 5日
  - カール・ワーウィック（英語版）：元ロサンゼルス・ドジャース他外野手（* 1937年）[47]
  - ネイト・オリバー（英語版）：元ロサンゼルス・ドジャース、サンフランシスコ・ジャイアンツ、ニューヨーク・ヤンキース、シカゴ・カブス二塁手（* 1940年）[48]
- 6日 - 安田周一郎： 元近鉄バファローズ捕手（* 1971年）[49]
- 8日
  - トニ・ブランコ：元ワシントン・ナショナルズ、中日ドラゴンズ、横浜DeNAベイスターズ、オリックス・バファローズ内野手（* 1980年）[50]
  - オクタビオ・ドーテル：元ニューヨーク・メッツ他投手（* 1973年）[51]
- 13日
  - トミー・ヘルムズ（英語版）：元シンシナティ・レッズ、ヒューストン・アストロズ、ピッツバーグ・パイレーツ、ボストン・レッドソックス二塁手、元シンシナティ・レッズ監督（* 1941年）[52]
  - 山下哲治：元読売ジャイアンツスカウト部長（* 1953年）[53]
- 18日 - 小山正明：元大阪タイガース→阪神タイガース、東京オリオンズ→ロッテオリオンズ、大洋ホエールズ投手（* 1934年）[54]
- 21日 - 岡田紀明：元アマチュア野球選手・監督、香川県立高松商業高等学校、香川県立三本松高等学校元監督（* 1941年、もしくは1940年）[55]
- 23日 - トム・ブラウン（英語版）：元ワシントン・セネタース外野手・一塁手（* 1940年）[56]
- 26日 - ウォルト・ジョケッティ（英語版）：元セントルイス・カージナルス、シンシナティ・レッズGM（* 1951年）[57]

### 5月
- 7日 - フランク・ジョンソン：元サンフランシスコ・ジャイアンツ、ロッテオリオンズ三塁手・一塁手・外野手（* 1942年）[58]
- 8日 - チェット・レモン（英語版）：元シカゴ・ホワイトソックス、デトロイト・タイガース外野手（* 1955年）[59]
- 13日 - リッチ・ロリンズ（英語版）：元ミネソタ・ツインズ、シアトル・パイロッツ[注 1]、クリーブランド・インディアンス三塁手（* 1938年）[60]
- 14日 - ロッド・ニコルズ：元クリーブランド・インディアンス、ロサンゼルス・ドジャース、アトランタ・ブレーブス、福岡ダイエーホークス投手（* 1964年）[61]
- 20日 - 宮寺勝利：元読売ジャイアンツ、西鉄ライオンズ→太平洋クラブライオンズ捕手（* 1940年）[62]

### 6月
- 3日 - 長嶋茂雄：元読売ジャイアンツ内野手、監督、終身名誉監督（* 1936年）[63]
- 6日 - 大塚祐司：元阪急ブレーブス外野手（* 1940年）[64]
- 16日
  - ロン・テイラー（英語版）：元クリーブランド・インディアンス、セントルイス・カージナルス、ニューヨーク・メッツ他投手（* 1937年）[65]
  - 塩瀬重輝：鹿児島商業高等学校野球部元監督（* 1939年、もしくは1938年）[66]
- 24日 - ディエゴ・セギー（英語版）：元オークランド・アスレチックス、セントルイス・カージナルス、シアトル・マリナーズ他投手（* 1937年）[67]
- 28日 - デーブ・パーカー[注 2]：元ピッツバーグ・パイレーツ、シンシナティ・レッズ、ミルウォーキー・ブルワーズ[注 3]他外野手・指名打者 元セントルイス・カージナルス、アナハイム・エンゼルスコーチ（* 1951年）[68]

### 7月
- 2日 - 李廣煥（朝鮮語版）：プロ野球指導者、元OBベアーズ、LGツインズ、ハンファ・イーグルス、ウリ・ヒーローズ→ヒーローズ監督（* 1948年）[69]
- 3日 - ビリー・ハンター（英語版）：元カンザスシティ・アスレチックス、ニューヨーク・ヤンキース、クリーブランド・インディアンス他内野手 元テキサス・レンジャーズ監督、元ボルチモア・オリオールズコーチ（* 1928年）[70]
- 4日 - ボビー・ジェンクス：元シカゴ・ホワイトソックス、ボストン・レッドソックス投手（* 1981年）[71]
- 5日 - 井口一彦：海星高等学校野球部元監督（* 1948年、もしくは1947年）[72]
- 9日
  - ジョー・コールマン（英語版）：元ワシントン・セネタース他投手（* 1947年）[73]
  - リー・エリア（英語版）：元シカゴ・ホワイトソックス、シカゴ・カブス遊撃手・元シカゴ・カブス、フィラデルフィア・フィリーズ監督（* 1937年）[74]
- 13日 - ジム・クランシー（英語版）：元トロント・ブルージェイズ、ヒューストン・アストロズ、アトランタ・ブレーブス投手（* 1955年）[75]
- 18日 - 大橋穣：元東映フライヤーズ、阪急ブレーブス遊撃手（* 1946年） [76]
- 28日
  - ライン・サンドバーグ：元フィラデルフィア・フィリーズ、シカゴ・カブス二塁手・元フィラデルフィア・フィリーズ監督（* 1959年）[77]
  - ジャック・ブルームフィールド：元近鉄バファロー→近鉄バファローズ、南海ホークス内野手（* 1930年）[78]

### 8月
- 1日 - 飯野靖典：元アマチュア野球選手、元武蔵嵐山ボーイズ監督（* 1968年、もしくは1967年）[79]
- 10日 - 水谷実雄：元広島カープ→広島東洋カープ、阪急ブレーブス内野手・外野手（* 1947年）[80]
- 13日 - 宮田昭弘：元アマチュア野球選手・監督、元北海高等学校野球部監督（* 1940年）[81]